# Bjarne Hansen
Pour les articles homonymes, voir Hansen.
Bjarne Hansen, né en 1966 au Danemark, est un dessinateur et coloriste de comics, ainsi qu'un directeur artistique et chef décorateur américain.

## Biographie
Bjarne Hansen naît en 1966 au Danemark. Après des études d'art à Kolding, achevées en 1991, il travaille pour plusieurs éditeurs dont DC Comics en tant que coloriste. Il travaille ainsi sur House of Secrets,
Superman For All Seasons, etc. Son travail sur ce dernier titre lui vaut une nomination pour le Prix Eisner du meilleur coloriste. Il réalise aussi ses propres bandes dessinées Tideregn et Lykkebarnet. Parallèlement il met ses talents de coloriste au service de séries télévisées ou de films.

## Œuvres

### Bande dessinée

#### Albums publiés en français
- The Traveler, Emmanuel Proust éditions, collection Atmosphères

2. Tome 2, scénario de Ron Wagner et Tom Peyer, dessins de Bjarne Hansen, 2011  (ISBN 978-2-84810-362-4)

#### Albums publiés en anglais
- Starman, scénario de James Robinson, DC Comics

The Starman Omnibus volume 1, dessins de Christian Hojgaard, Amanda Conner, Chris Sprouse, Kim Hagen, Bjarne Hansen, Tommy Lee Edwards, Andrew C. Robinson, Tony Harris, Gary Erskine, Teddy Kristiansen et Matt Smith, 2008  (ISBN 978-1-40121-699-3)

### Télévision

#### Directeur artistique
- The Prophet (sortie prévue en 2014)
- L'Illusionniste (2010)

#### Chef décorateur
- Lego Star Wars: The Yoda Chronicles - The Phantom Clone (2013)
- Ninjago: Masters of Spinjitzu (28 épisodes en 2011-2012)
- Orla Frøsnapper (2011)

#### Direction artistique
- Ninjago: Masters of Spinjitzu (28 épisodes en 2011-2012)
- Le Marchand de sable (2010)

#### Département de l'animation
- Astérix et les Vikings (2006)
- Benjamin Blümchen, épisode Das Zoofest (2002)
- Benjamin Blümchen, épisode Benjamin Blümchen als Förster (1999)
- Excalibur, l'épée magique (1998)
- Jungle Jack 2 : La Star de la Jungle (1996)
- Jungle Jack (1993)

#### Effets spéciaux
- Jungle Jack 3 (2007)